# 暗色黑頭魚
暗色黑頭魚，為輻鰭魚綱黑头鱼目黑頭魚科的其中一種，為深海魚類，分布於東南太平洋智利海域，棲息在底層水域，生活習性不明。

## 扩展阅读
維基物種上的相關：暗色黑頭魚